# Centurione II Zaccaria
Centurione II Zaccaria, död 1432, var en monark i den grekiska korsfararstaten furstendömet Achaea från 1404 till 1432. 
Han köpte Achaea av dess länsherre kungen av Neapel och kunde därefter avsätta sin företrädare, som också var hans faster. 